# Kurt Träger
Kurt Träger war ein deutscher Eishockey- und Fußballspieler. Er spielte in beiden Sportarten für den BFC Preussen und nahm an der Eishockey-Europameisterschaft 1911 teil.
Träger spielte (mindestens) von 1910 bis 1914 für die Eishockeymannschaft des BFC Preussen. Mit dieser gewann er die Berliner Meisterschaften 1911 (zu dieser Zeit einziger Eishockey-Wettbewerb in Deutschland) und 1912. Mit der deutschen Nationalmannschaft (damals faktisch eine Berliner Auswahl) nahm er an der Europameisterschaft 1911 teil und gewann mit dem Team die Silbermedaille. 
Träger spielte (mindestens) von 1909 bis 1912 für die Fußballmannschaft des BFC Preussen. Mit dieser wurde er 1909/10 Berliner Meister und 1911/12 brandenburgischer Meister und qualifizierte sich jeweils für die deutsche Meisterschaft. Dort schied man jeweils in der ersten Runde aus.